# TX Logistik
Die TX Logistik AG (TXL) ist ein 1999 gegründetes Eisenbahnverkehrsunternehmen mit Sitz in Troisdorf, das der italienischen Staatsbahn Ferrovie dello Stato Italiane (FS) gehört. 100-prozentige Tochterunternehmen existieren in Österreich, Schweden, Dänemark und der Schweiz. Das Unternehmen besitzt einen 15 Prozentanteil am Container-Dienstleister boxXpress.de. Mittlerweile gehört das Unternehmen mit zu den Größten für den Schienengüterverkehr in Europa.
Das Unternehmen bietet den ganzen Umfang an Schienengüterverkehr, inklusive Containertransport und kombiniertem Verkehr an. Wichtigste Transportstrecken sind von den Häfen Hamburg, Bremerhaven, Rotterdam und Antwerpen nach Süddeutschland, Schweiz, Österreich und Italien. Einer der zentralen Umschlagplätze ist das Terminal in Herne-Wanne-Eickel.
Das Unternehmen setzt rund 94 Lokomotiven und 1338 Wagen in elf europäischen Staaten ein. Es erwirtschaftete im Jahr 2023 mit rund 800 Mitarbeitern einen Umsatz von rund 800 Millionen Euro.

## Geschichte
Im Jahr 1999 gründeten die Gesellschafter Frank O. Blochmann, Burkhard Bräkling, Werner Nies, Kurt Pelster und Raimund Stüer die TX Logistik AG. 2003 wurden erste grenzüberschreitende Verkehre nach Italien und in die Niederlande eingerichtet sowie Tochterunternehmen in Österreich und in der Schweiz gegründet. Außerdem erfolgte eine Kooperation mit der italienischen Staatseisenbahn FS, die auch einen Anteil von 15 Prozent am Gesellschaftskapital übernahm. 2004 wurde ein Tochterunternehmen in Schweden gegründet und erste Transitverkehre durch die Schweiz aufgenommen. Ein Jahr später übernahm Trenitalia mit 51 Prozent die Mehrheit an der Gesellschaft, wodurch die Verkehre von Nord- und Mitteleuropa nach Italien ausgebaut wurden. Die restlichen 49 Prozent der Anteile wurden von der italienischen Staatseisenbahn Anfang 2011 von den Gründungseigentümern übernommen. Im April 2015 verlegte TX Logistik seinen Sitz von Bad Honnef in den Troisdorfer Stadtteil Spich (Airport Gewerbepark Junkersring).
Im Oktober 2015 wurden dem Unternehmen die Lizenzen in den Ländern Schweden, Dänemark und Norwegen aufgrund von Sicherheitsmängeln entzogen. Ab dem 22. Dezember 2017 darf TX Logistik wieder in Schweden fahren und ab Sommer 2019 wieder in Dänemark.
Heutzutage hat die TX Logistik AG folgende hundertprozentige Tochterunternehmen:
- TX Logistik GmbH, Schweiz
- TX Logistik Transalpine GmbH, Österreich und Italien
- TX Logistik A/S, Dänemark
- TX Logistik AB, Schweden

Das Unternehmen übernimmt Ganzzug-Transporte in den Ländern Deutschland, Italien, Schweden, Dänemark, Belgien, Österreich, Schweiz, Niederlande, Luxemburg, Rumänien und Ungarn, in denen pro Jahr eine durchschnittliche Menge von 12,2 Milliarden Tonnenkilometer transportiert werden. Dazu ist die TX Logistik im Besitz von 1338 Güterwagen.

## Fahrzeuge

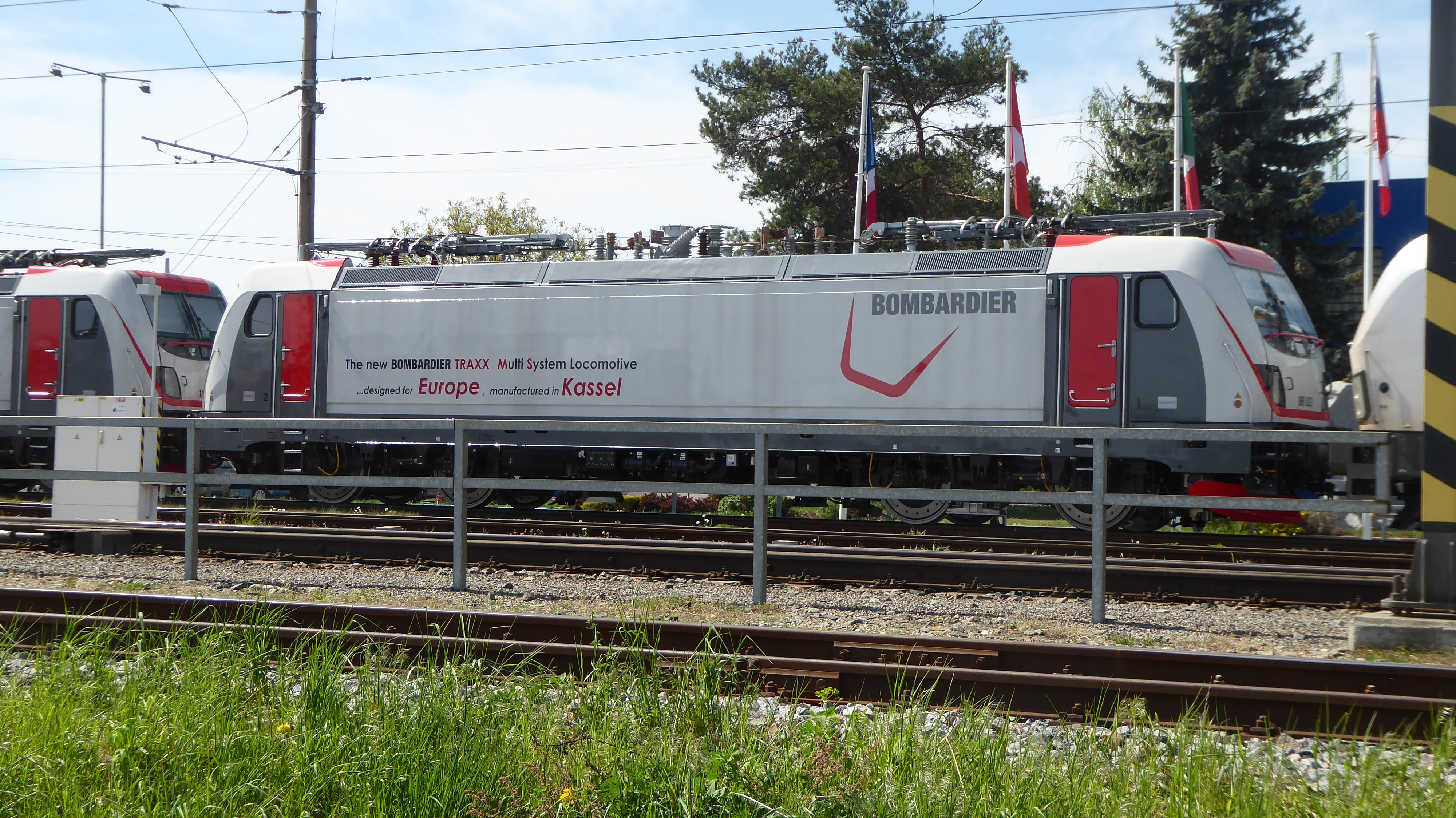
Lokomotive 188 003 auf dem Eisenbahnversuchsring Velim

TX Logistik setzt derzeit rund 80 elektrische Lokomotiven ein. Zum Großteil kommen Lokomotiven der Baureihen 185 und 193 zum Einsatz, welche teilweise im Eigentum des Unternehmens und teils von Mitsui Rail Capital Europe (MRCE), Railpool sowie Alpha Trains (ehemals Angel Trains) geleast sind. Die eingesetzten Vectrons, sind von Alpha Trains, MRCE sowie European Locomotive Leasing (ELL) angemietet. Seit Oktober 2019 setzt das Unternehmen vier Lokomotiven des Typs Siemens Smartron ein. Außerdem ist seit einiger Zeit auch 192 017 von Northrail an TX Logistik vermietet.
Im Dezember 2017 bestellte TX Logistik bei Bombardier Transportation 40 Loks des Typs Traxx MS3 (Baureihe 188). Die Auslieferung der Fahrzeuge sollte im Sommer 2019 erfolgen, doch deren Typzulassung erfolgte erst Ende 2021. Bombardier bzw. deren Nachfolger Alstom übernimmt dabei die Wartung und Reparaturen bis 2034 für die Loks.

Viele der eingesetzten Loks verkehren mit einer speziellen und sehr auffälligen Farbgebung. Jede dieser Farbgebungen wirbt dabei für das Unternehmen TX Logistik.

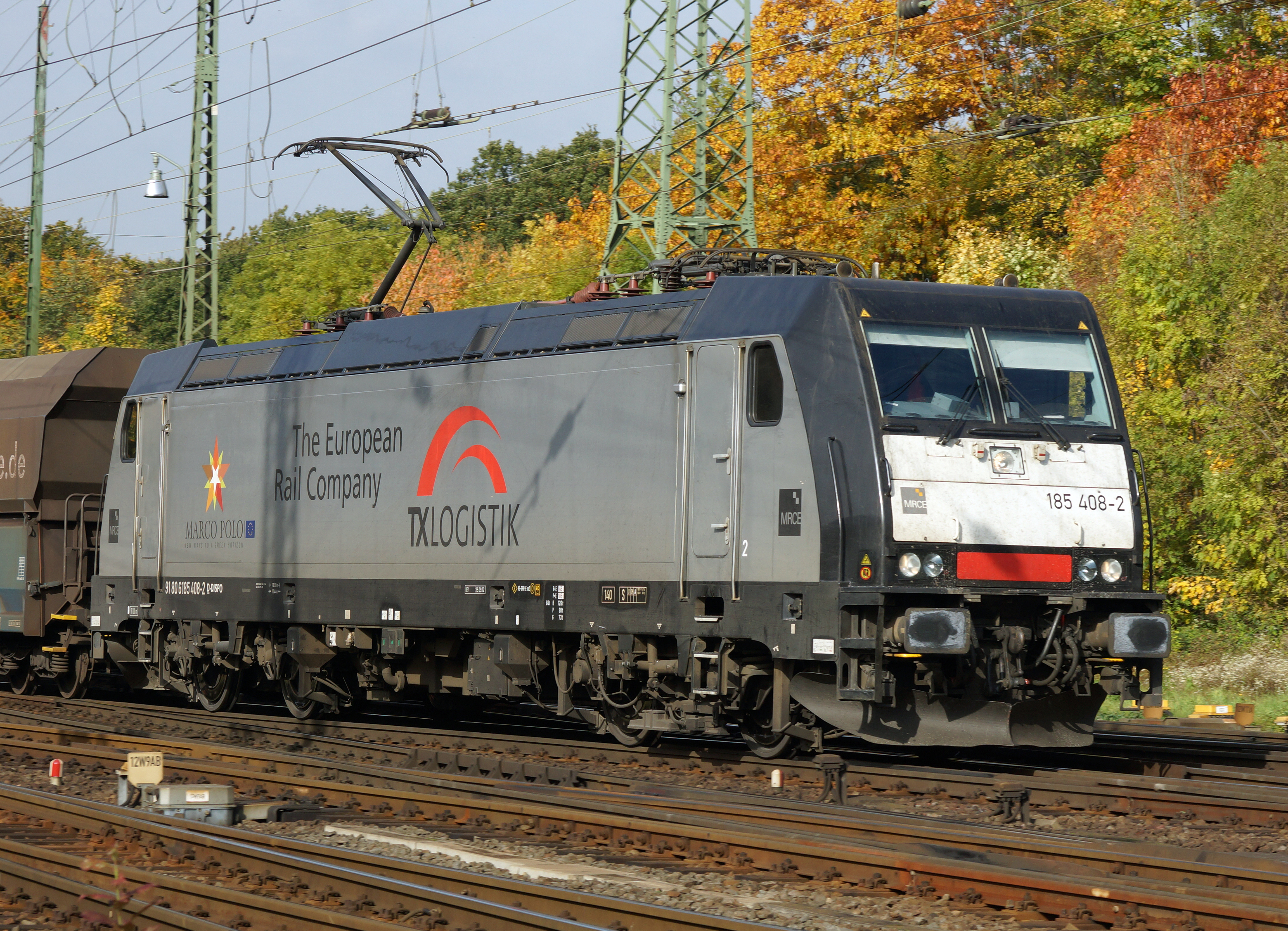
Die von MRCE angemietete 185 408 im Einsatz von TX Logistik in Köln-Gremberg.
Das Werbedoppel 193 996 und 193 278 bei Treuchtlingen Richtung Augsburg.
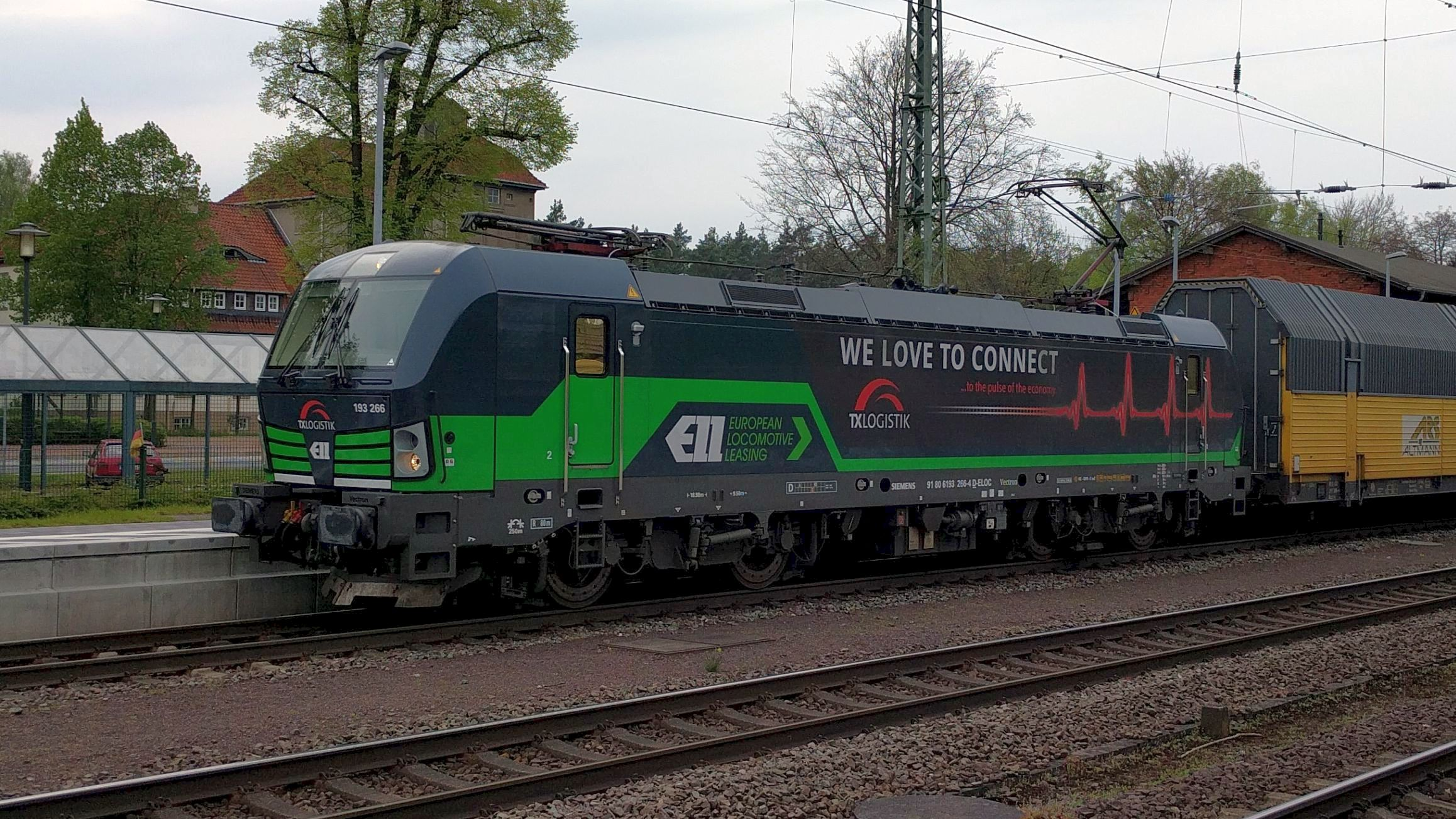
Die 193 266 von ELL mit Werbung „We Love To Connect“ im niedersächsischen Eystrup.
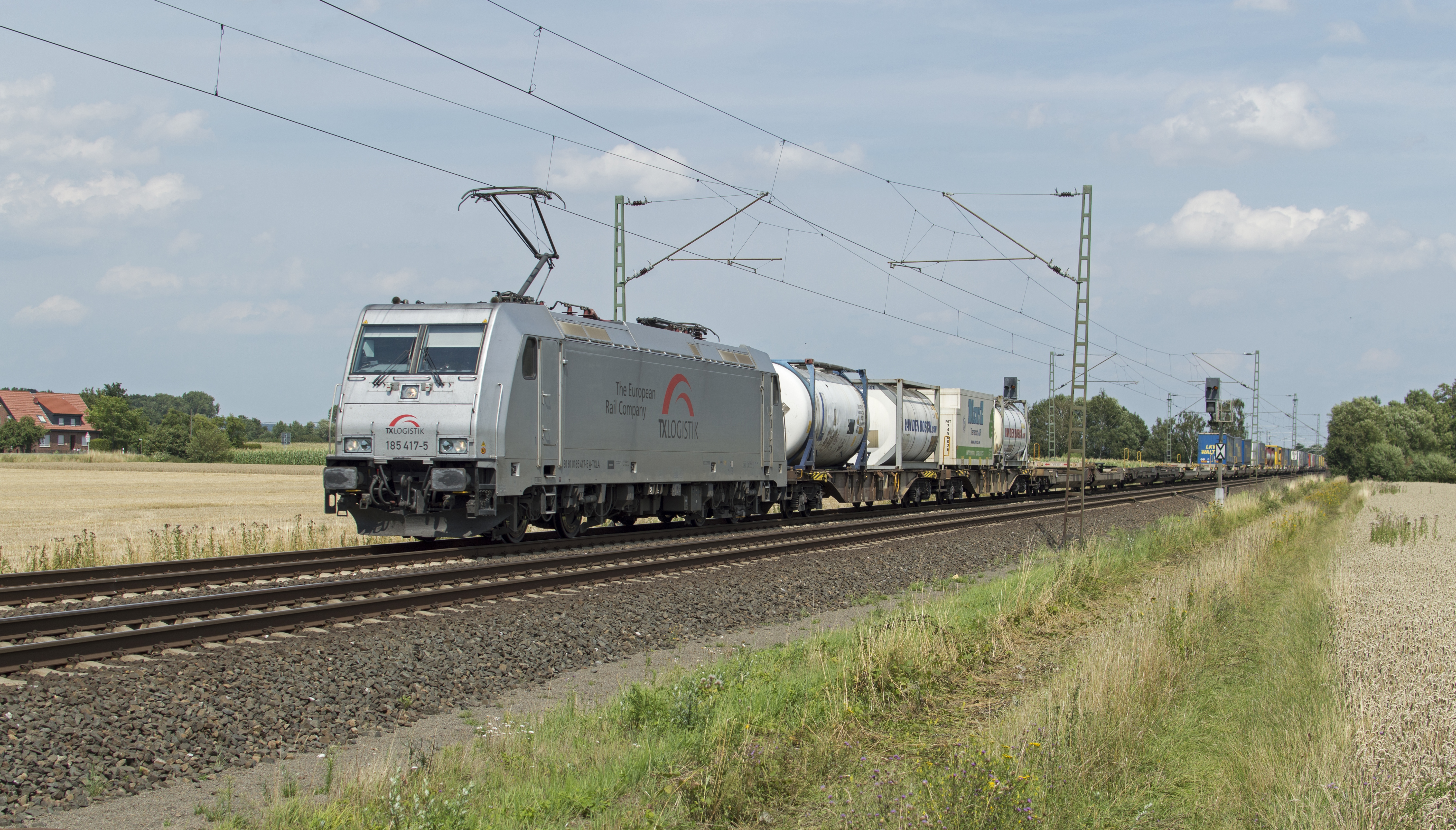
Die 185 417 im Eigenbesitz der TX Logistik in Dülmen.
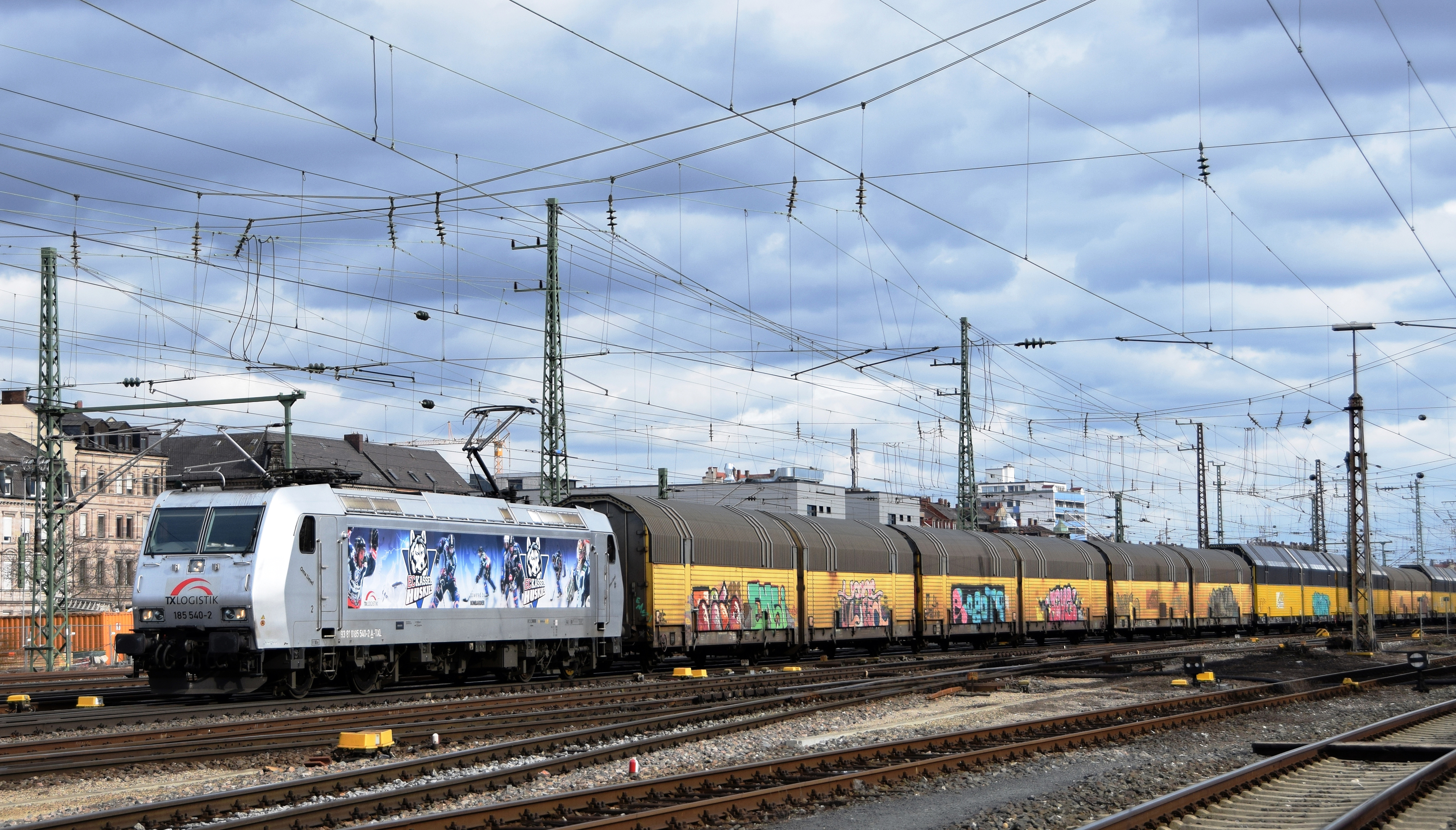
Eine Werbelok für den Verein „EC Kassel Huskies“.

| Lok     | Werbung                                                   | Eigentümer       | Bemerkungen                                    |
| ------- | --------------------------------------------------------- | ---------------- | ---------------------------------------------- |
| 185 407 | „Marco Polo“                                              | Beacon Rail      | -                                              |
| 185 408 | „Marco Polo“                                              | Beacon Rail      | -                                              |
| 185 538 | „PureGold“                                                | (im Eigenbesitz) | -                                              |
| 185 540 | „EC Kassel Huskies“                                       | (im Eigenbesitz) | -                                              |
| 193 203 | „Hidden Champions“                                        | ELL              | -                                              |
| 193 228 | „Magnetisch“                                              | ELL              | Schrift hat silbernen Glanz                    |
| 193 252 | „We Love To Connect“                                      | ELL              | -                                              |
| 193 264 | „Born to Rail“                                            | ELL              | -                                              |
| 193 265 | „We Love To Connect“                                      | ELL              | -                                              |
| 193 266 | „We Love To Connect“                                      | ELL              | -                                              |
| 193 267 | „Edelstahl“                                               | ELL              | -                                              |
| 193 274 | „We Love To Connect“                                      | ELL              | -                                              |
| 193 275 | „Unterwegs im Auftrag der Natur“                          | ELL              | -                                              |
| 193 277 | „We Love To Connect“                                      | ELL              | -                                              |
| 193 278 | „SayYesToEurope“                                          | ELL              | -                                              |
| 193 281 | „Green Deal on Track“                                     | ELL              | -                                              |
| 193 282 | „ELLorean“                                                | ELL              | -                                              |
| 193 283 | „Shining Example“                                         | ELL              | Schrift leuchtet im Dunkeln                    |
| 193 550 | „Zwei Pole mit enormer Zugkraft“                          | Alpha Trains     | -                                              |
| 193 551 | „Zwei Pole mit enormer Zugkraft“                          | Alpha Trains     | -                                              |
| 193 552 | „Responsibility Driven“                                   | Alpha Trains     | -                                              |
| 193 553 | „Responsibility Driven“                                   | Alpha Trains     | -                                              |
| 193 554 | „TXLeitwolf“                                              | Alpha Trains     | -                                              |
| 193 555 | „Offroad“                                                 | Alpha Trains     | -                                              |
| 193 556 | „With The Licence To Rail“                                | Alpha Trains     | -                                              |
| 193 557 | „Our Daily Heroes“                                        | Alpha Trains     | -                                              |
| 193 558 | „Natural Talent“                                          | Alpha Trains     | -                                              |
| 193 559 | „Naturail“                                                | Alpha Trains     | -                                              |
| 193 582 | „Unser Herz schlägt grün“                                 | Alpha Trains     | TX Designcontest 2021                          |
| 193 596 | „Naturschützer“                                           | Alpha Trains     | -                                              |
| 193 597 | „I do the job of 40 trucks“                               | Alpha Trains     | -                                              |
| 193 617 | „Peace Movement“                                          | Alpha Trains     | Anspielung auf den Russisch-Ukrainischen Krieg |
| 193 640 | „Connected By Rail“                                       | Beacon Rail      | -                                              |
| 193 647 | „Every Connection“                                        | Beacon Rail      | Schrift leuchtet im Dunkeln                    |
| 193 731 | „Railfanatics“                                            | ELL              | -                                              |
| 193 878 | „Wir brennen für das was wir tun“                         | Beacon Rail      | -                                              |
| 193 996 | „Ökologik, Keine Füße, Kein Abdruck“                      | Railpool         | -                                              |
| 193 997 | „Wir bringen die Kraft von 8.500 Pferden auf die Schiene“ | Railpool         | -                                              |
| 192 009 | „Railfanatics“                                            | Northrail GmbH   | -                                              |
| 192 010 | „Blaues Wunder“                                           | Northrail GmbH   | -                                              |
| 192 011 | „Naturschützer“                                           | Northrail GmbH   | -                                              |

| Lok     | Werbung                                                   | Eigentümer |
| ------- | --------------------------------------------------------- | ---------- |
| 182 523 | „Kaiser Franz Joseph“                                     | MRCE       |
| 182 570 | „We love to Connect“                                      | MRCE       |
| 182 572 | „Wir brennen für das was wir tun“                         | MRCE       |
| 189 997 | „Wir bringen die Kraft von 8.500 Pferden auf die Schiene“ | MRCE       |
| 193 657 | „Wir bringen die Kraft von 8.700 Pferden auf die Schiene“ | MRCE       |
| 193 087 | „Thank you for choosing the green way!“                   | Railpool   |

Güterwagen:
| Wagentyp    | Wagenhalter |
| ----------- | ----------- |
| Sdggmrss    | AAE         |
| Sffggmrrss  | AAE         |
| Sggmrss 90' | AAE         |
| Sgnss 60'   | AAE         |
| Sgnss       | ERR         |
| Sgnss 60'   | VTG         |
| Sdgnss      | Wascosa     |
| T3000e      | Wascosa     |
| T2000       | Wascosa     |
| T5          | Wascosa     |